# Хуаншан
 Тази статия е за планината в Китай.  За града вижте Хуаншан (град).  
Хуаншан (на китайски: 黄山; на пинин: Huángshān, Жълта планина) е планина в провинция Анхуей, централен Китай.
Изградена от гранитни скали, планината се издига високо над окръжаващата я равнина, като най-висока точка е връх Лиенхуа Фън (1864 m). Тя играе важна роля в китайската културна история – легендите я сочат като място, в което е открит еликсир на безсмъртието, и в продължение на столетия тя привлича отшелници, поети и пейзажисти, а драматичният ѝ пейзаж е чест сюжет в китайското изкуство, особено за школата Шаншуей от епохата Мин.
През 1990 година голяма част от Хуаншан е превърната в защитен обект от Списъка на световното наследство на ЮНЕСКО.